# Campeonato Sub-20 de la OFC 2022
El Campeonato Sub-20 de la OFC 2022 fue la vigésima tercera edición de dicho torneo.
La OFC anunció el 4 de marzo de 2022 que el Campeonato Sub-20 de la OFC 2021 (originalmente Campeonato Sub-20 de la OFC 2020), que sería  organizado por Samoa, había sido cancelado debido a la pandemia de COVID-19, y Samoa se mantendría como sede para albergar la próxima edición en 2022. El 4 de junio de 2022, la OFC anunció que el torneo se había trasladado de julio a agosto.
Los dos mejores equipos del torneo se clasificaron para la Copa Mundial de Fútbol Sub-20 de 2023 como representantes de la OFC.

## Equipos participantes
A partir de 2020, los torneos juveniles masculinos ya no tienen una etapa de clasificación de cuatro equipos y todos los equipos compiten en el torneo.
| Equipos participantes | Equipos participantes | Equipos participantes | Equipos participantes |
| --------------------- | --------------------- | --------------------- | --------------------- |
| Fiyi                  | Nueva Caledonia       | Samoa                 | Tonga                 |
| Islas Cook            | Nueva Zelanda         | Samoa Estadounidense  | Vanuatu               |
| Islas Salomón         | Papúa Nueva Guinea    | Tahití                |                       |

## Primera fase
Los horarios corresponden al huso horario de la Polinesia Francesa (UTC-10).

### Grupo A
| Pos. | Equipo              | Pts. | PJ | G | E | P | GF | GC | Dif. | Clasificación |
| ---- | ------------------- | ---- | -- | - | - | - | -- | -- | ---- | ------------- |
| 1    | Nueva Zelanda       | 9    | 3  | 3 | 0 | 0 | 23 | 0  | +23  | Fase Final    |
| 2    | Islas Salomón       | 6    | 3  | 2 | 0 | 1 | 9  | 6  | +3   | Fase Final    |
| 3    | Islas Cook (E)      | 3    | 3  | 1 | 0 | 2 | 4  | 11 | −7   |               |
| 4    | Samoa Americana (E) | 0    | 3  | 0 | 0 | 3 | 0  | 19 | −19  |               |

 Fuente: OFC
| 7 de septiembre de 2022, 12:00 | Islas Salomón                                     | 6:0 (4:0) | Samoa Americana | Estadio Hamuta, Papeete                                 |                                                         |
|                                | - Limoki 10' - Paul 17', 26', 66' - Suri 28', 70' | Reporte   |                 | Asistencia: 200 espectadores Árbitro(s): Norbert Hauata | Asistencia: 200 espectadores Árbitro(s): Norbert Hauata |

| 7 de septiembre de 2022, 15:00 | Islas Cook | 0:8 (0:5) | Nueva Zelanda                                                                        | Estadio Hamuta, Papeete                             |                                                     |
|                                |            | Reporte   | - Donkers 2', 22', 35', 43' (pen.) - Herdman 39' - Colloty 70' (pen.), 84' - Fay 82' | Asistencia: 200 espectadores Árbitro(s): Veer Singh | Asistencia: 200 espectadores Árbitro(s): Veer Singh |

| 10 de septiembre de 2022, 12:00 | Islas Cook | 0:3 (0:2) | Islas Salomón                   | Estadio Hamuta, Papeete                                 |                                                         |
|                                 |            | Reporte   | - Hou 2' - Paul 27' - Rocky 69' | Asistencia: 70 espectadores Árbitro(s): Kavitesh Behari | Asistencia: 70 espectadores Árbitro(s): Kavitesh Behari |

| 10 de septiembre de 2022, 15:00 | Nueva Zelanda                                                                                         | 9:0 (4:0) | Samoa Americana | Estadio Hamuta, Papeete                                  |                                                          |
|                                 | - Manuel 27' - Colloty 36', 49' (pen.), 58' - Beale 40', 73' - Surman 45+2' - Donkers 75' (pen.), 84' | Reporte   |                 | Asistencia: 300 espectadores Árbitro(s): Keith Kitumbing | Asistencia: 300 espectadores Árbitro(s): Keith Kitumbing |

| 13 de septiembre de 2022, 17:00 | Samoa Americana | 0:4 (0:2) | Islas Cook                                | Estadio Hamuta, Papeete                              |                                                      |
|                                 |                 | Reporte   | - Tregu 10' - Tuakana 19' - Beal 78', 88' | Asistencia: 100 espectadores Árbitro(s): Timothy Niu | Asistencia: 100 espectadores Árbitro(s): Timothy Niu |

| 13 de septiembre de 2022, 15:00 | Nueva Zelanda                                                            | 6:0 (2:0) | Islas Salomón | Port Vila Stadium, Port Vila                            |                                                         |
|                                 | - Donkers 23', 45+1' (pen.) - Supyk 55', 70' - O'Leary 67' - Conchie 87' | Reporte   |               | Asistencia: 120 espectadores Árbitro(s): Norbert_Hauata | Asistencia: 120 espectadores Árbitro(s): Norbert_Hauata |

### Grupo B
| Pos. | Equipo             | Pts. | PJ | G | E | P | GF | GC | Dif. | Clasificación |
| ---- | ------------------ | ---- | -- | - | - | - | -- | -- | ---- | ------------- |
| 1    | Tahití (H)         | 7    | 3  | 2 | 1 | 0 | 11 | 0  | +11  | Fase Final    |
| 2    | Fiyi               | 7    | 3  | 2 | 1 | 0 | 6  | 0  | +6   | Fase Final    |
| 3    | Papúa Nueva Guinea | 3    | 3  | 1 | 0 | 2 | 3  | 6  | −3   | Fase Final    |
| 4    | Tonga (E)          | 0    | 3  | 0 | 0 | 3 | 0  | 14 | −14  |               |

 Fuente: OFC
| 8 de septiembre de 2022, 17:00 | Fiyi | 3:0 (w/o) | Papúa Nueva Guinea | Estadio Pater, Pirae |  |
|                                |      | Reporte   |                    |                      |  |

| 8 de septiembre de 2022, 20:00 | Tonga | 0:8 (0:1) | Tahití                                                                                       | Estadio Pater, Pirae                                |                                                     |
|                                |       | Reporte   | - Shan 25' - Bennett 53' - Boube 64', 67', 70' - Morgant 79' (pen.) - Sangue 86' - Pautu 89' | Asistencia: 600 espectadores Árbitro(s): Ben Aukwai | Asistencia: 600 espectadores Árbitro(s): Ben Aukwai |

| 11 de septiembre de 2022, 17:00 | Tonga | 0:3 (0:0) | Fiyi                                   | Estadio Pater, Pirae                                                |                                                                     |
|                                 |       | Reporte   | - Raheem 64' - Mohammed 71' - Begg 84' | Asistencia: 150 espectadores Árbitro(s): Campbell-Kirk Kawana-Waugh | Asistencia: 150 espectadores Árbitro(s): Campbell-Kirk Kawana-Waugh |

| 11 de septiembre de 2022, 20:00 | Tahití | 3:0 (w/o) | Papúa Nueva Guinea | Estadio Pater, Pirae |  |
|                                 |        | Reporte   |                    |                      |  |

| 14 de septiembre de 2022, 20:00 | Tahití | 0:0     | Fiyi | Estadio Pater, Pirae                                 |                                                      |
|                                 |        | Reporte |      | Asistencia: 600 espectadores Árbitro(s): Calvin Berg | Asistencia: 600 espectadores Árbitro(s): Calvin Berg |

| 14 de septiembre de 2022, 20:00 | Papúa Nueva Guinea | 3:0 (w/o) | Tonga | Estadio Pater, Pirae |  |
|                                 |                    | Reporte   |       |                      |  |

### Grupo C
| Pos. | Equipo          | Pts. | PJ | G | E | P | GF | GC | Dif. | Clasificación |
| ---- | --------------- | ---- | -- | - | - | - | -- | -- | ---- | ------------- |
| 1    | Nueva Caledonia | 6    | 2  | 2 | 0 | 0 | 7  | 0  | +7   | Fase Final    |
| 2    | Samoa           | 3    | 2  | 1 | 0 | 1 | 3  | 4  | −1   | Fase Final    |
| 3    | Vanuatu         | 0    | 2  | 0 | 0 | 2 | 0  | 6  | −6   | Fase Final    |

 Fuente: OFC
| 8 de septiembre de 2022, 14:00 | Nueva Caledonia | 3:0 (w/o) | Vanuatu | Estadio Pater, Pirae |  |
|                                |                 | Reporte   |         |                      |  |

| 11 de septiembre de 2022, 14:00 | Vanuatu | 0:3 (w/o) | Samoa | Estadio Pater, Pirae |  |
|                                 |         | Reporte   |       |                      |  |

| 14 de septiembre de 2022, 14:00 | Samoa | 0:4 (0:2) | Nueva Caledonia                   | Estadio Pater, Pirae                                |                                                     |
|                                 |       | Reporte   | - Jone 34' - Read 45+2', 66', 77' | Asistencia: 100 espectadores Árbitro(s): Veer Singh | Asistencia: 100 espectadores Árbitro(s): Veer Singh |

### Mejores terceros
Los dos mejores equipos se clasificarán para los cuartos de final.
No se cuentan los puntos contra el último de sus respectivos grupos (A y B)
| Equipo             | Gr. | Pts. | PJ | PG | PE | PP | GF | GC | Dif |
| ------------------ | --- | ---- | -- | -- | -- | -- | -- | -- | --- |
| Papúa Nueva Guinea | B   | 0    | 2  | 0  | 0  | 2  | 3  | 6  | -3  |
| Vanuatu            | C   | 0    | 2  | 0  | 0  | 2  | 0  | 6  | -6  |
| Islas Cook         | A   | 0    | 2  | 0  | 0  | 2  | 0  | 11 | -11 |

## Segunda fase
|  | Cuartos de final     | Cuartos de final |                 |       | Semifinales  | Semifinales  |  |  | Final | Final |
|  |                      |                  |                 |       |              |              |  |  |       |       |
|  |                      |                  |                 |       |              |              |  |  |       |       |
|  |                      |                  |                 |       |              |              |  |  |       |       |
|  | Nueva Zelanda        | 5                |                 |       |              |              |  |  |       |       |
|  | Nueva Zelanda        | 5                |                 |       |              |              |  |  |       |       |
|  | Papúa Nueva Guinea   | 0                |                 |       |              |              |  |  |       |       |
|  | Papúa Nueva Guinea   | 0                | Nueva Zelanda   | 2     |              |              |  |  |       |       |
|  |                      |                  | Nueva Zelanda   | 2     |              |              |  |  |       |       |
|  |                      | Tahití           | 0               |       |              |              |  |  |       |       |
|  | Tahití               | Tahití           | 0               | 1     |              |              |  |  |       |       |
|  | Tahití               |                  |                 | 1     |              |              |  |  |       |       |
|  | Vanuatu              | 0                |                 |       |              |              |  |  |       |       |
|  | Vanuatu              | 0                | Nueva Zelanda   | 3     |              |              |  |  |       |       |
|  |                      |                  | Nueva Zelanda   | 3     |              |              |  |  |       |       |
|  |                      | Fiyi             | 0               |       |              |              |  |  |       |       |
|  | Nueva Caledonia      | Fiyi             | 0               | 1     |              |              |  |  |       |       |
|  | Nueva Caledonia      |                  |                 | 1     |              |              |  |  |       |       |
|  | Islas Salomón        | 0                |                 |       |              |              |  |  |       |       |
|  | Islas Salomón        | 0                | Nueva Caledonia | 0     |              |              |  |  |       |       |
|  |                      |                  | Nueva Caledonia | 0     |              |              |  |  |       |       |
|  |                      | Fiyi             | 1               |       | Tercer lugar | Tercer lugar |  |  |       |       |
|  | Fiyi                 | Fiyi             | 1               | 4     | Tercer lugar | Tercer lugar |  |  |       |       |
|  | Fiyi                 |                  |                 | 4     |              |              |  |  |       |       |
|  | Samoa                | 1                |                 |       |              |              |  |  |       |       |
|  | Samoa                | 1                | Tahití          | 1 (4) |              |              |  |  |       |       |
|  |                      |                  |                 |       |              |              |  |  |       |       |
|  | Nueva Caledonia (p.) | 1 (5)            |                 |       |              |              |  |  |       |       |
|  | Nueva Caledonia (p.) | 1 (5)            |                 |       |              |              |  |  |       |       |

### Cuartos de final
| 18 de septiembre de 2022, 09:30 | Fiyi                                         | 4:1 (2:0) | Samoa       | Estadio Pater, Pirae                                 |                                                      |
|                                 | - Mani 35', 45+1', 56' (pen.) - Rotidara 86' | Reporte   | - Leddy 54' | Asistencia: 100 espectadores Árbitro(s): Timothy Niu | Asistencia: 100 espectadores Árbitro(s): Timothy Niu |

| 18 de septiembre de 2022, 13:00 | Nueva Caledonia  | 1:0 (1:0) | Islas Salomón | Estadio Pater, Pirae                                 |                                                      |
|                                 | - Read 4' (pen.) | Reporte   |               | Asistencia: 120 espectadores Árbitro(s): Calvin Berg | Asistencia: 120 espectadores Árbitro(s): Calvin Berg |

| 18 de septiembre de 2022, 16:30 | Nueva Zelanda                                     | 5:0 (2:0) | Papúa Nueva Guinea | Estadio Pater, Pirae                                |                                                     |
|                                 | - McKay 20', 26' - Herdman 60' - Colloty 88', 90' | Reporte   |                    | Asistencia: 150 espectadores Árbitro(s): Ben Aukwai | Asistencia: 150 espectadores Árbitro(s): Ben Aukwai |

| 18 de septiembre de 2022, 19:30 | Tahití     | 1:0 (1:0) | Vanuatu | Estadio Pater, Pirae                                     |                                                          |
|                                 | - Shan 12' | Reporte   |         | Asistencia: 350 espectadores Árbitro(s): Kavitesh Behari | Asistencia: 350 espectadores Árbitro(s): Kavitesh Behari |

### Semifinales
| 21 de septiembre de 2022, 16:30 | Fiyi       | 1:0 (0:0) | Nueva Caledonia | Estadio Pater, Pirae                                           |                                                                |
|                                 | - Begg 75' | Reporte   |                 | Asistencia: 150 espectadores Árbitro(s): McKenzie Kawana-Waugh | Asistencia: 150 espectadores Árbitro(s): McKenzie Kawana-Waugh |

| 21 de septiembre de 2022, 20:00 | Nueva Zelanda             | 2:0 (1:0) | Tahití | Estadio Pater, Pirae                                 |                                                      |
|                                 | - Hughes 2' - Donkers 52' | Reporte   |        | Asistencia: 1200 espectadores Árbitro(s): Ben Aukwai | Asistencia: 1200 espectadores Árbitro(s): Ben Aukwai |

### Tercer puesto
| 24 de septiembre de 2022 | Nueva Caledonia                                    | 1:1 (0:1) (5:4 p.)         | Tahití                                                        | Estadio Pater, Pirae                                     |                                                          |
| 17:00                    | - Jone 74'                                         | Reporte                    | - K. Bennett 18' (pen.)                                       | Asistencia: 500 espectadores Árbitro(s): Kavitesh Behari | Asistencia: 500 espectadores Árbitro(s): Kavitesh Behari |
|                          |                                                    | Tiros desde el punto penal |                                                               |                                                          |                                                          |
|                          | - Upa - Forest - Waouka - Kugogne - Forest - Boano |                            | - Papaura - Teihotu - K. Bennett - Vahirua - Teniau - Malakai |                                                          |                                                          |

### Final
| 24 de septiembre de 2022 | Fiyi | 0:3 (0:2) | Nueva Zelanda                    | Estadio Pater, Pirae                                    |                                                         |
| 20:00                    |      | Reporte   | - Colloty 34', 40' - Herdman 83' | Asistencia: 400 espectadores Árbitro(s): Norbert Hauata | Asistencia: 400 espectadores Árbitro(s): Norbert Hauata |

| Bandera de Nueva Zelanda         |
| Campeón Nueva Zelanda 8.º título |

## Clasificados a la Copa Mundial Sub-20 de 2023
| Bandera de Fiyi | Bandera de Nueva Zelanda |
| Fiyi            | Nueva Zelanda            |
| --------------- | ------------------------ |

## Goleadores
9 goles
- Kian Donkers
- Oliver Colloty

4 goles
- William Read
- Francis Paul

3 goles
- Melvin Mani
- Jay Herdman
- Mathis Boube